# Strada statale 605 di Mesagne
La ex strada statale 605 di Mesagne (SS 605), ora strada provinciale 2 bis ex SS 605 (SP 2 bis) in provincia di Brindisi e strada provinciale 365 di Mesagne (SP 365) in provincia di Lecce, era una strada statale italiana che fungeva da collegamento interprovinciale all'interno della Puglia. Attualmente è classificata come strada provinciale lungo tutto il suo percorso.

## Percorso
Collega la città salentina di San Vito dei Normanni (provincia di Brindisi) con la provincia di Lecce, attraversando i centri di Mesagne e San Donaci, terminando alla rotatoria della Strada Statale 7 ter Salentina, fra Guagnano, Campi Salentina e Salice Salentino. Il tracciato, di 36,5 chilometri, è particolarmente rettilineo ed attraversa la parte iniziale della pianura salentina, con suggestivi e sterminati uliveti (soprattutto nel primo tratto) e grandi vigneti (nel secondo).

## Storia
Già contemplata nel piano generale delle strade aventi i requisiti di statale del 1959, è
solo col decreto del Ministro dei lavori pubblici del 23 settembre 1969 che viene elevata a rango di statale con i seguenti capisaldi d'itinerario: "innesto strada statale n. 16 a S. Vito dei Normanni - Mesagne - Sandonaci - innesto strada statale n. 7 ter al km 52+500".
In seguito al decreto legislativo n. 112 del 1998, dal 2001 la gestione è passata dall'ANAS alla Regione Puglia, che ha provveduto al trasferimento dell'infrastruttura al demanio della Provincia di Brindisi e della Provincia di Lecce per le tratte territorialmente competenti.